# 勝円寺
勝円寺（しょうえんじ）は、広島県広島市安佐北区可部にある浄土真宗本願寺派の仏教寺院。山号は泰峰山。

## 歴史
もとは真言宗の寺であったが、1514年（永正11年）、浄土真宗に変わる。
1791年（寛政3年）に勝円寺の住職に就任した12代住持・大瀛は、報専坊で慧雲に師事した芸轍（安芸学派）の代表的論客で、三業惑乱の際には安芸・備後両国の学僧を統率して江戸に上がって糾明の途上、1804年6月11日（文化元年5月4日）、築地の成勝寺で客死する。死後、その主張が寺社奉行、さらに本山にも認められることになる。

## 境内の主要な墓所など
- 大瀛の塔[1]
- 木坂文左衛門の墓 - 幕末、戊辰戦争の戦費調達のために広島藩は天保通宝の偽造を可部の鉄問屋・木坂文左衛門に命ずる。後にこれが明治政府に露見し、文左衛門は弾正台に自首し、一人で罪を被り取調べを受けて死亡する[2]。